# پانتن
شهر پانتِن (به فرانسوی: Pantine) (اسم قبلی الگو:Pantin) در حومۀ شمال شرقی پاریس، در شهرستان سن-سن-دنی در ناحیه ایل-دو-فرانس با جمعیت 59٬846 نفر در کشور فرانسه واقع شده‌است
اسم قبلی این شهر فاقد حرف «e» در آخر آن بود اما در 3 ژانویی 2023 شهردار سوسیالیست، برتراند کرن، یک «e» اضافی برای «پرسش» و «چالش» در مورد نابرابری‌های جنسیتی به نام شهر اضافه کرد.